# Itaipu

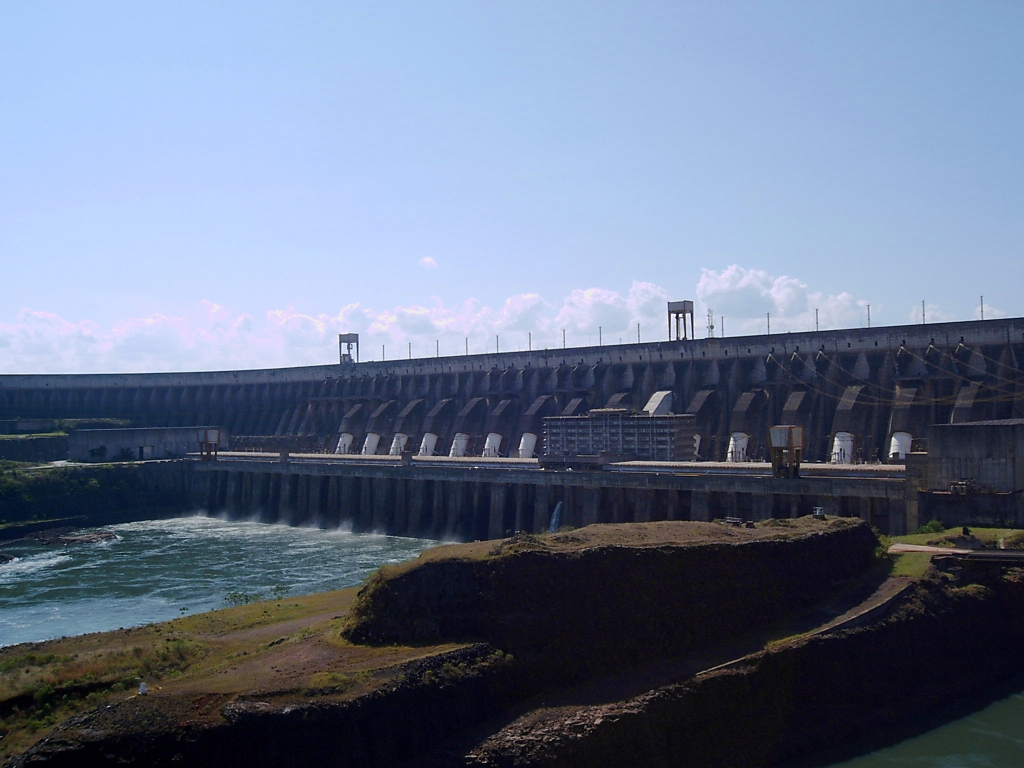
Zapora

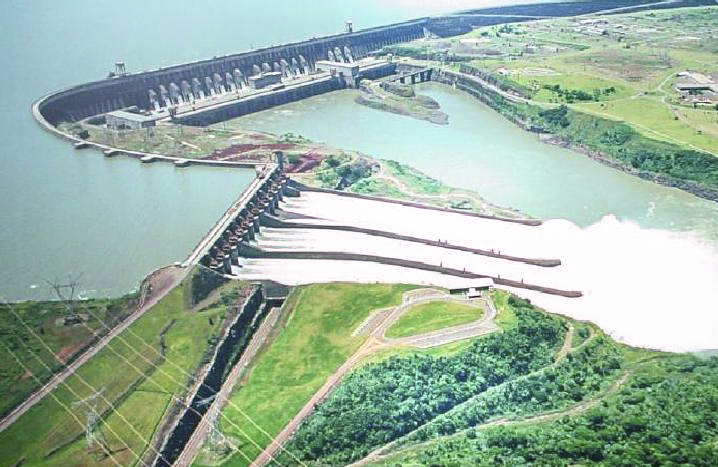
Panorama

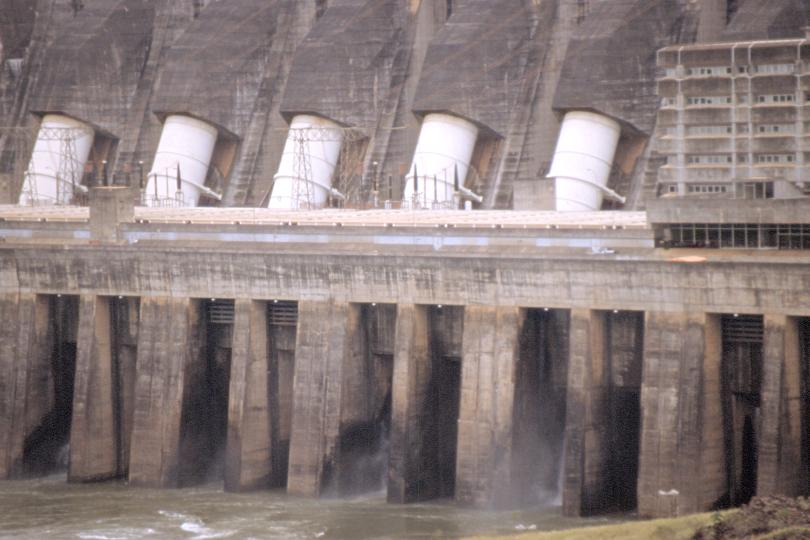
Zbliżenie

Itaipu (port. Hidroelétrica de Itaipú) – zapora wodna na rzece Parana w Ameryce Południowej, będąca drugą co do wielkości elektrownią wodną na świecie (po Zaporze Trzech Przełomów w Chinach). Została zbudowana w latach 1975–1984.
Zapora jest wspólnym przedsięwzięciem Brazylii i Paragwaju. Jest położona na granicznym odcinku rzeki, w miejscu wodospadu Guairá i w pobliżu wodospadów Iguaçu. Najbliższym miastem, w którym jest lotnisko dla turystów jest położone 20 km na południe Foz do Iguaçu. Nazwa Itaipu pochodzi od słowa Tupi w języku Indian Guarani i oznacza „śpiew kamieni”.
13 października 1982 roku zamknięto zaporę i wody rzeki zaczęły spiętrzać się za betonową przegrodą. Po 14 dniach poziom podniósł się o 100 m. Następnie otworzono przelew spływowy o szerokości 390 m, który w ciągu 1 sekundy przepuszcza 60 tys. m³ wody. W elektrowni zainstalowano 20 generatorów po 700 MW (moc elektrowni wynosi 14 GW). Rocznie produkuje do 95 TWh (terawatogodzin), co pokrywa zapotrzebowanie na prąd Paragwaju w 95% i ok. 20% zapotrzebowania Brazylii. Paragwaj zużywa 5–8% produkowanej przez Itaipu energii, a nadwyżki sprzedaje Brazylii po stałej cenie 3 $/MWh. Brazylia sprzedaje kupioną od Paragwaju energię po cenie rynkowej (ok. 150 $/MWh w 2012 r.). Kontrakt w tej formie został podpisany w 1973 roku na 50 lat, a jego autorem ze strony paragwajskiej był dyktator Alfredo Stroessner.
21 stycznia 2001 o godz. 01:00 w nocy doszło do awarii – bez ostrzeżenia zatrzymało się 13 z 18 turbin elektrowni na zaporze Itaipu, w wyniku czego zakład przestał wytwarzać prąd. Przyczyną awarii była zerwana linia wysokiego napięcia. Instalacja przesyłowa nie podołała obciążeniu i instalacje zabezpieczające wyłączyły generatory prądu. Po tej awarii zainwestowano 12 mld USD w udoskonalenie linii przesyłowych. 11 listopada 2009 doszło do podobnej awarii jak w 2001, przyczyną było również przeciążenie sieci przesyłowej. Konsekwencją powstania kompleksu Itaipu stało się wysiedlenie z miejsca dotychczasowego zamieszkania około 59 tysięcy osób (10 tysięcy rodzin).
| Rok   | Liczba turbin | TWh     |
| ----- | ------------- | ------- |
| 1984  | 0–2           | 2,77    |
| 1985  | 2–3           | 6,327   |
| 1986  | 3–6           | 21,853  |
| 1987  | 6–9           | 35,807  |
| 1988  | 9–12          | 38,508  |
| 1989  | 12–15         | 47,230  |
| 1990  | 15–16         | 53,090  |
| 1991  | 16–18         | 57,517  |
| 1992  | 18            | 52,268  |
| 1993  | 18            | 59,997  |
| 1994  | 18            | 69,394  |
| 1995  | 18            | 77,212  |
| 1996  | 18            | 81,654  |
| 1997  | 18            | 89,237  |
| 1998  | 18            | 87,845  |
| 1999  | 18            | 90,001  |
| 2000  | 18            | 93,428  |
| 2001  | 18            | 79,307  |
| 2002  | 18            | 82,914  |
| 2003  | 18            | 89,151  |
| 2004  | 18            | 89,911  |
| 2005  | 18            | 87,971  |
| 2006  | 19            | 92,690  |
| 2007  | 20            | 90,620  |
| 2008  | 20            | 94,684  |
| 2009  | 20            | 91,652  |
| 2010  | 20            | 85,970  |
| 2011  | 20            | 92,246  |
| 2012  | 20            | 98,287  |
| 2013  | 20            | 98,630  |
| 2014  | 20            | 87,795  |
| 2015  | 20            | 89,216  |
| 2016  | 20            | 103,098 |
| 2017  | 20            | 93,387  |
| Razem | 20            | 2 512,2 |